# Ruine Alt-Aspermont
Die Burg Alt-Aspermont ist die Ruine einer Höhenburg oberhalb von Trimmis im Churer Rheintal im schweizerischen Kanton Graubünden.

## Lage
Die Ruine liegt auf 768 m ü. M. südlich hoch oberhalb des Gutes «Molinära», dem ehemaligen bischöflichen Meierhof, auf einem Felssporn und ist über einen markierten steilen Wanderweg in etwa 20 Minuten gut zu erreichen. Die Anlage ist bergseits durch einen natürlichen sattelförmigen Grat geschützt.

## Anlage
Erhalten haben sich Fundamente eines rechteckigen Turmes auf dem höchsten Punkt des Felsens. Eine Mauerfuge zwischen den Mauern weist darauf hin, dass der nordwestliche Mauerrest älter ist als der südwestliche.
Der Turm stürzte am 11. April 1878 ein; eine Fotografie von 1875 zeigt ihn noch mit drei Wänden, die fünf Geschosse hoch aufragten. Die südliche Partie ist abgerutscht. Eine von Erwin Poeschel 1930 noch beobachtete Zisterne auf der tiefer liegenden Terrasse im Südwesten ist nicht mehr zu erkennen.

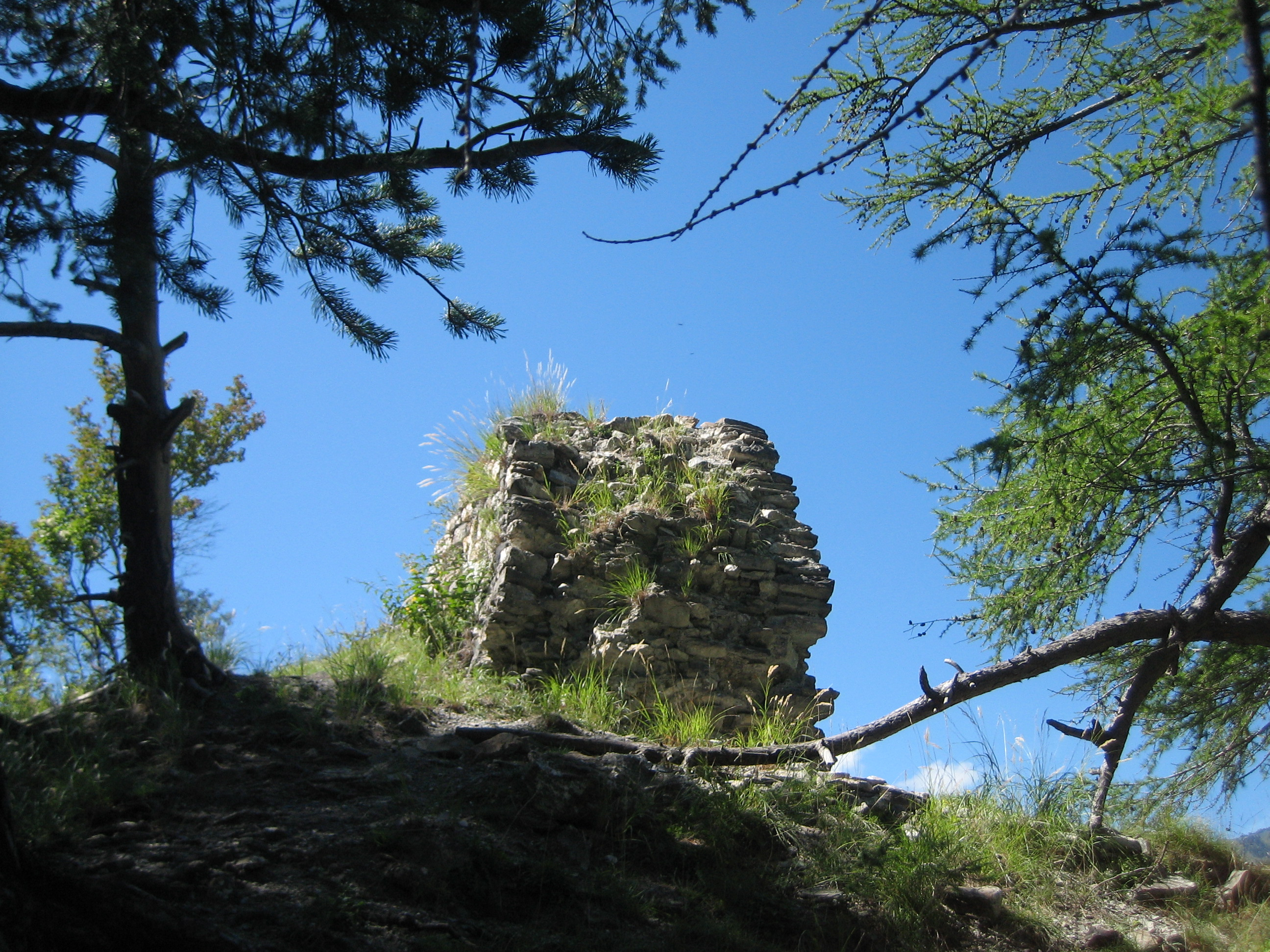
Mauerabbruch nach Osten
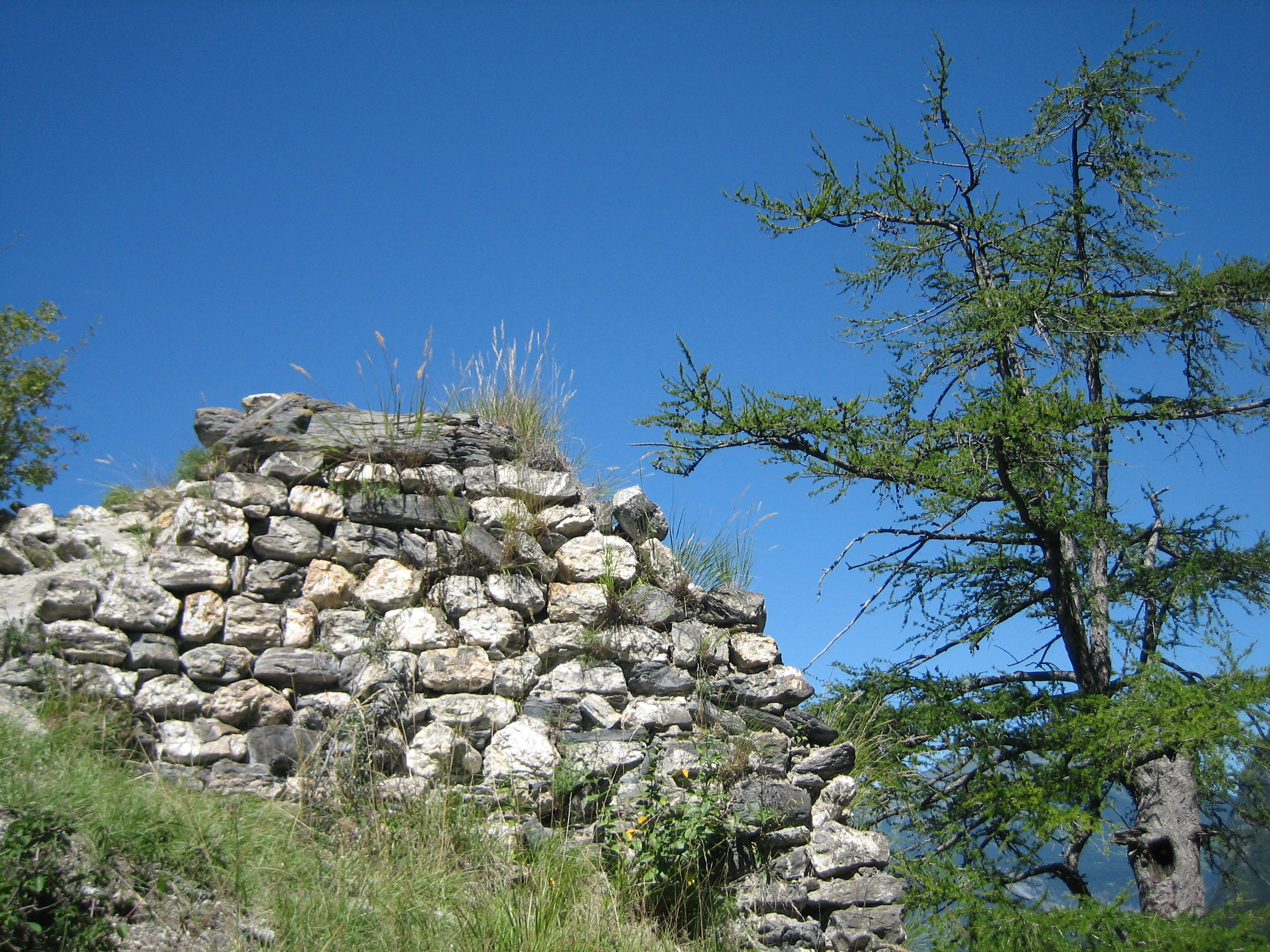
Mauerrest
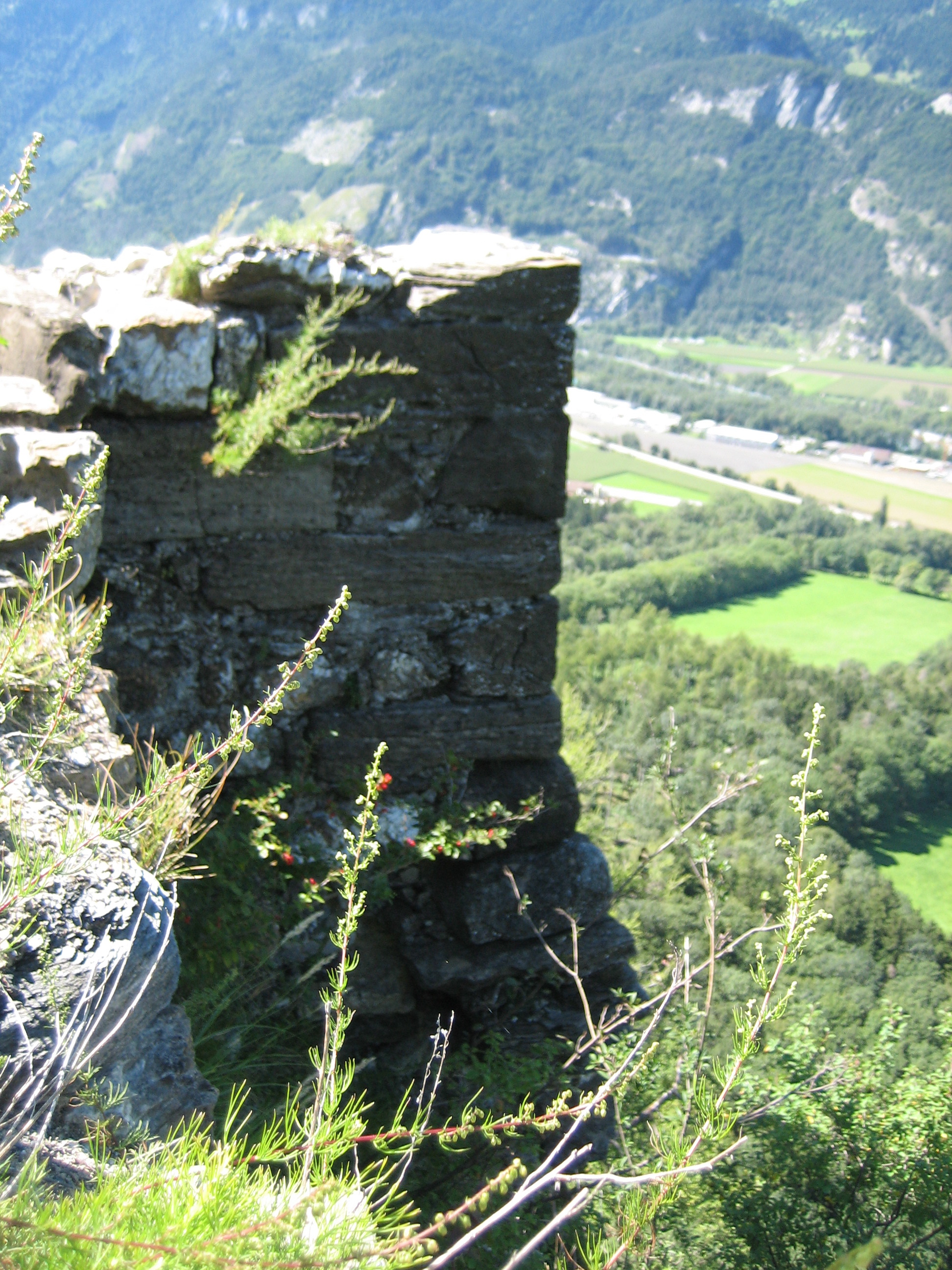
Nordecke
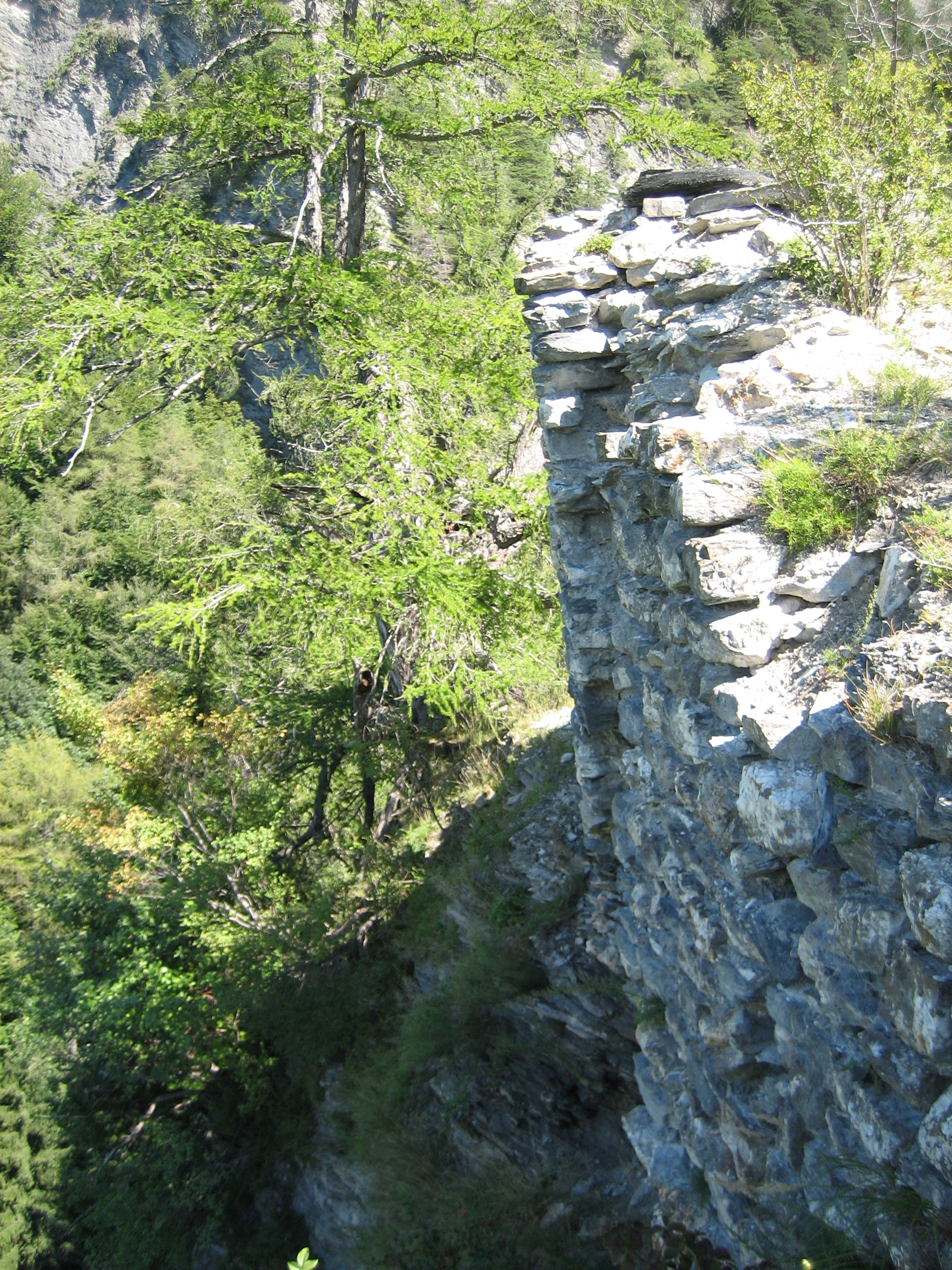
Nordwestmauer

## Geschichte

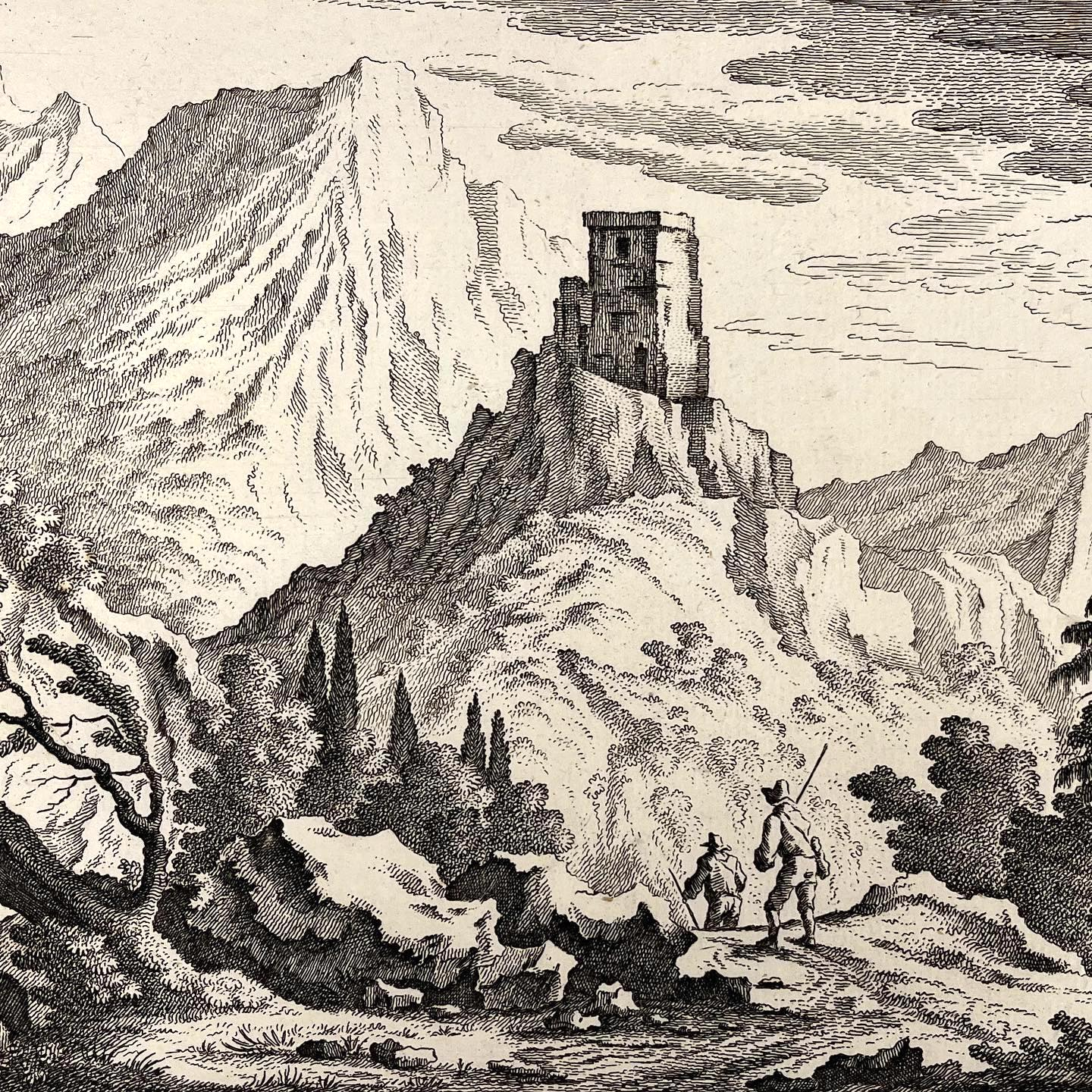
Stich von Daniel Düringer, um 1750

Alt-Aspermont war vermutlich eine Gründung der Herren von Aspermont, die mit Swiker, Ulrich, Heinrich mit dessen Sohn Ulrich als Zeugen 1170 erstmals urkundlich erwähnt sind. Später werden sie als Ministeriale des Churer Bischof erwähnt. Gemäss einem Eintrag im «Buoch der Vestinen» kaufte Bischof Heinrich von Montfort (1251–1272) die Burg: …vesti Aspermunt ob den hag dem Gotzhus zuobracht und kouft. 1275 erhielten die Freiherren von Vaz die Burg zu Leibgeding, sie blieb im Besitz der Vazer bis 1284. Anschliessend kam es zu Streitigkeiten bis zu einem Schiedsgericht von 1299, in dem Johann von Vaz auf seine Ansprüche verzichtete.
1328 wurde die Burg von Bischof Johann an Ulrich von Aspermont verpfändet, nach dessen Tod 1338 an die Brüder Ludwig und Walter von Stadion. 1354 wurde sie vom Bischof an Heinrich und Martin Buwix weiter verpfändet. Nach verschiedenen Besitzerwechseln wurde Alt-Aspermont 1452 in der Schamserfehde von den Gotteshausleuten belagert; in einem eidgenössischen Schiedsspruch wurde der bischöflichen Besatzung freier Abzug zugesichert. 1496 verkaufte der Bischof die Burg an Ritter Hartmann Rordorff in Zürich. Bis 1524 wurde Aspermont von bischöflichen Vögten verwaltet und diente zeitweise auch als Gefängnis. 
Nach dem 2. Ilanzer Artikel, mit dem die Macht des Bischofs in weltlichen Fragen aufgehoben wurde, wurde die Burg verlassen und begann zu zerfallen. Während dem Prättigauer Aufstand und der zweiten österreichischen Invasion im Jahr 1622, auch unter Bündner Wirren bekannt, fand ein Gefecht zwischen Zizers und Trimmis statt. Damals hiess das Gebiet nordwestlich der Ruine Alt-Aspermont «Molinära» bzw. «Molinera».

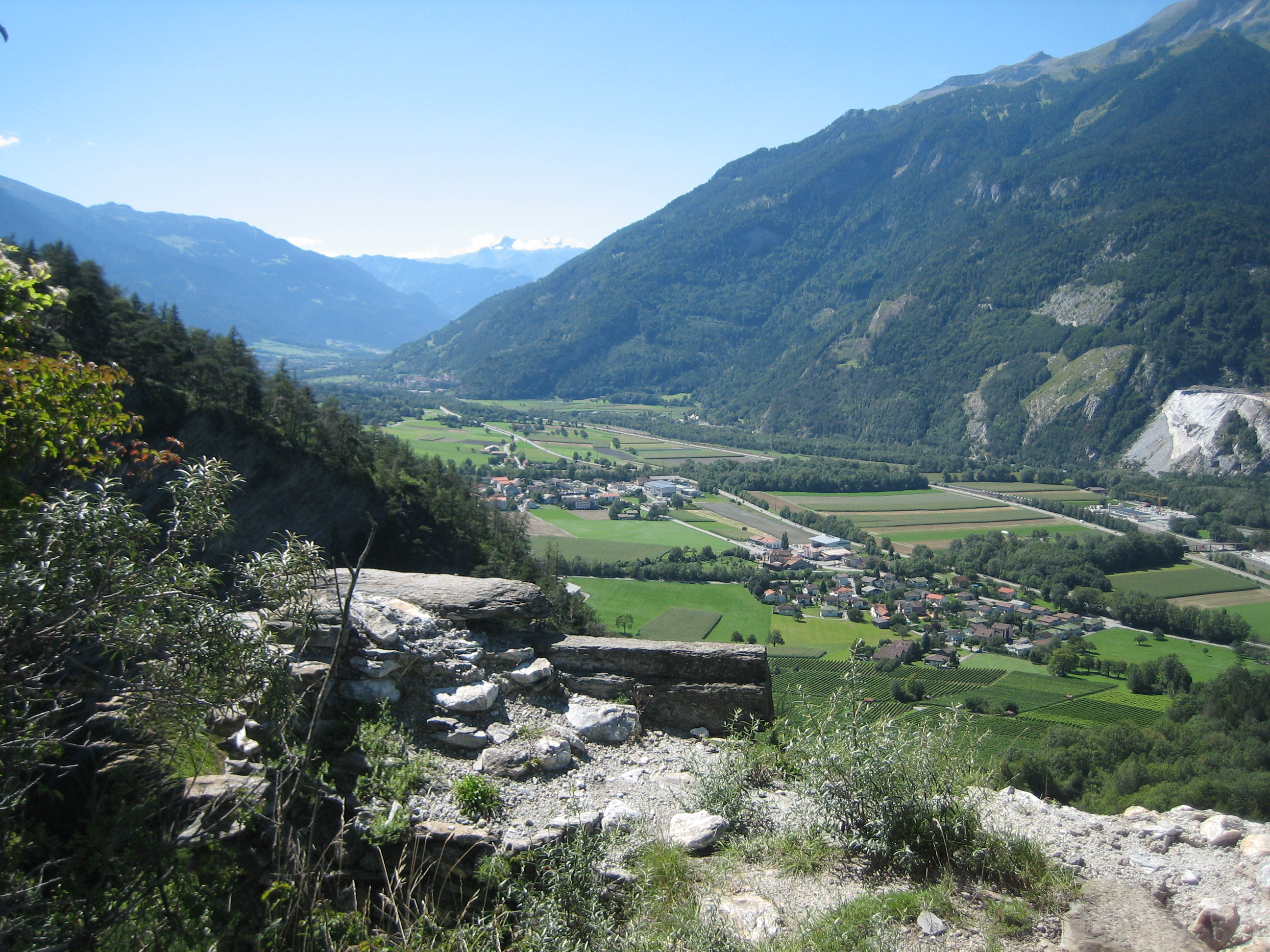
Blick nach Südwesten
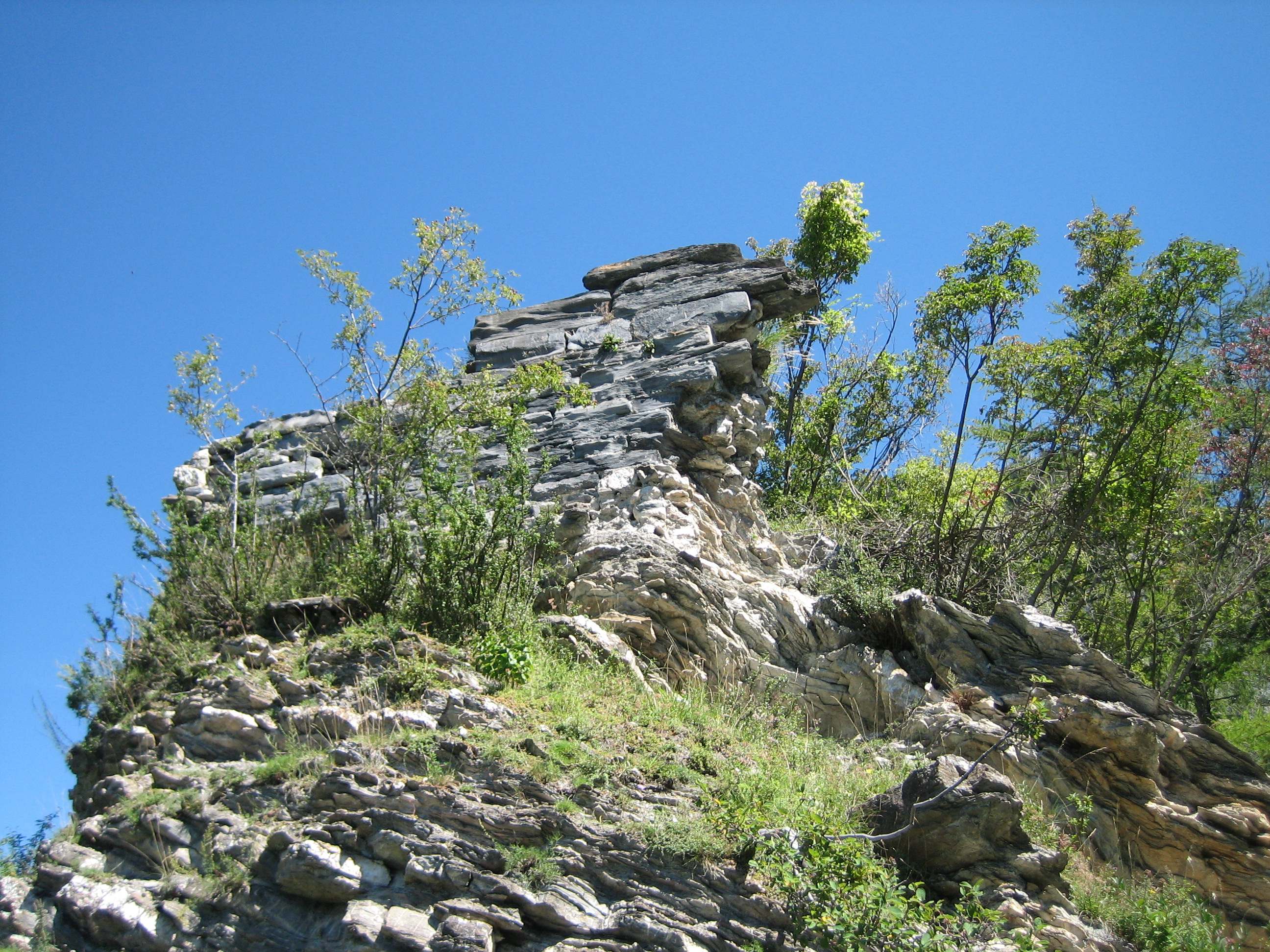
Turmfundament
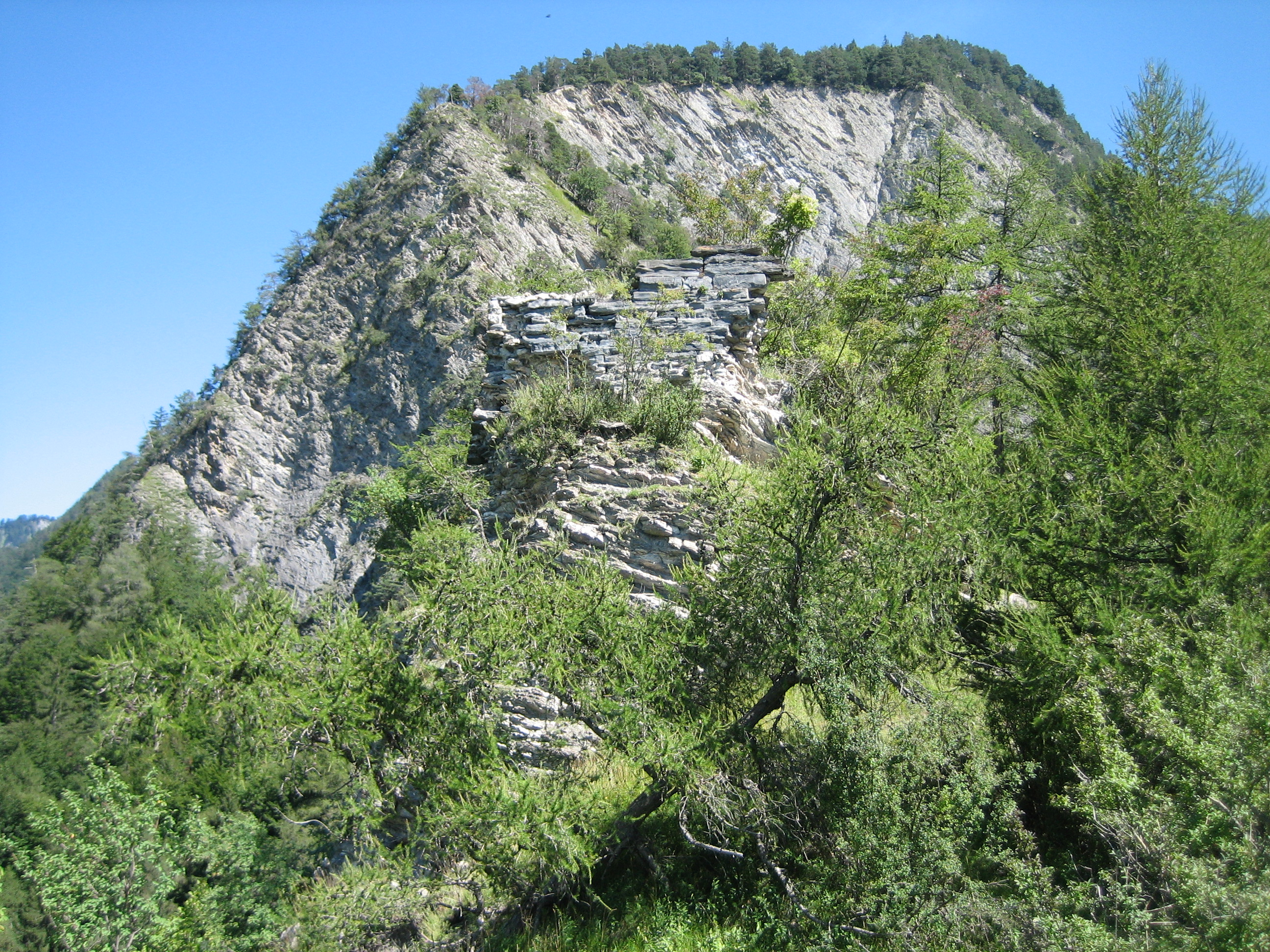
Turmfundament